# Nicola Di Bari (1977)
Nicola Di Bari è il decimo album del cantante italiano Nicola Di Bari, pubblicato su 33 giri dalla Carosello Records (catalogo CLN 25068-A) nel 1977.

## Tracce
Lato A
1. E Ti Amavo  -  4:02 ( Giorgio Calabrese, Claudio Ghiglino, Gian Franco Reverberi )
2. Gira La Noria  - 4:00  (Saro Leva, Carlos Rico)
3. Anna Perché -  4:35  (Nicola Di Bari, Claudio Ghiglino, Andrea Lo Vecchio, Gian Franco Reverberi)
4. Bella E Poi - 4:38  (Dino Cabano, Romolo Forlai, Claudio Ghiglino, Gian Franco Reverberi)
5. I Discorsi Del Mattino -  3:52  (Giorgio Calabrese, Claudio Ghiglino, Gian Franco Reverberi)

Lato B
1. Momento  - 3:18  (Massimo Nardi, Carlos Rico)
2. La Più Bella Del Mondo -  4:02  (Marino Marini)
3. Amore Ritorna A Casa  -  3:35  (Nicola Di Bari, Bert Russell)
4. Sotto I Fiori Del Cielo  -  2:50  (Nicola Di Bari, Romolo Forlai)
5. Estate Indiana  -  3:20  (Romolo Forlai, Claudio Ghiglino, Gian Franco Reverberi)

## Crediti
- Nicola Di Bari - voce
- Gian Piero Reverberi - arrangiamenti
- Gian Franco Reverberi -produzione
- Plinio Chiesa - tecnico del suono